# کانن اف-۱
کانن اف-۱ (به انگلیسی: Canon F-1) یک دوربین عکاسی تک‌لنزی بازتابی ۳۵ میلی‌متری ساخت شرکت کانن است.